# Otto von Kotzebue

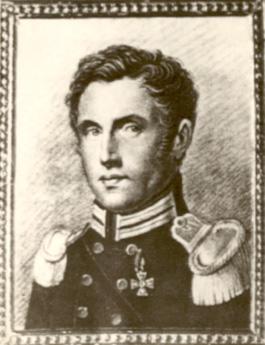
Otto von Kotzebue

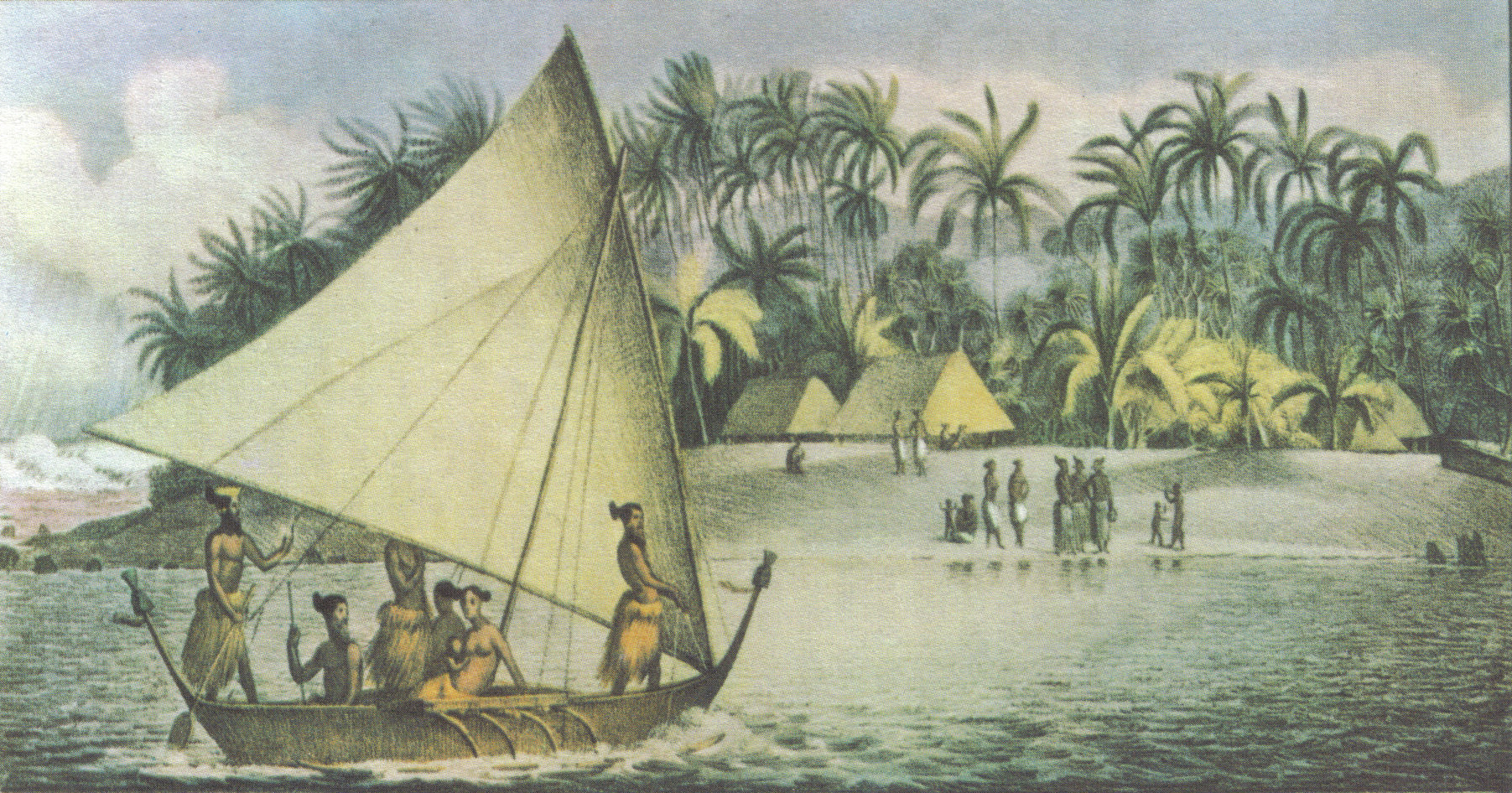
Obraz z II wyprawy

Otto von Kotzebue, ros. Отто Евстафьевич Коцебу́, Otto Jewstafjewicz Kocebu (ur. 19 grudnia?/30 grudnia 1788 w Rewlu, dzisiejszy Tallinn, zm. 3 lutego?/15 lutego 1846 tamże) – rosyjski podróżnik i odkrywca, oficer marynarki, w latach 1815–1818 i 1822–1826 dowódca wypraw dookoła świata. Odkrywca wysp w archipelagach Tuamotu i Marshalla.

## Początki kariery
Był synem Augusta Friedricha von Kotzebuego, niemieckiego dramaturga w służbie rosyjskiej. Jego młodszy przyrodni brat Paul w latach 1874-1880 pełnił funkcję Namiestnika Królestwa Polskiego. 
Ojciec wysłał go do szkoły kadetów w Petersburgu, skąd w roku 1803 został powołany do służby w marynarce wojennej przez przygotowującego się z polecenia cara do rejsu dookoła świata barona Adama Johanna von Krusensterna. Kotzebue służył (wraz ze swym młodszym bratem Moritzem) na pokładzie „Nadieżdy”, flagowej jednostki flotylli. Trasa trzyletniego rejsu wiodła przez Atlantyk i Pacyfik do wybrzeży Kamczatki, a następnie do Japonii i Chin.

## Druga ekspedycja
Następna okazja do odbycia wielkiej wyprawy zdarzyła się dopiero po zakończeniu wojen napoleońskich w roku 1815, kiedy to książę Mikołaj Romanow, kanclerz Imperium Rosyjskiego zorganizował i sfinansował rejs na południowy Pacyfik oraz do wybrzeży Alaski w celu znalezienia Przejścia Północno-Zachodniego. Na czele ekspedycji na pokładzie fregaty „Riurik” stanął Kotzebue awansowany do stopnia komandora porucznika. Wśród 32-osobowej załogi znalazło się dwóch przyrodników i rysownik.
Wyruszywszy z Kronsztadu w ostatnich dniach lipca 1815 roku Kotzebue zatrzymał się na krótko na Wyspach Kanaryjskich skąd, wzdłuż wybrzeży Ameryki Południowej skierował się ku przylądkowi Horn, po opłynięciu którego zawinął na kilka dni do Concepción w Chile. Stamtąd udał się w kierunku Wyspy Wielkanocnej, a następnie wysp Gilberta i Marshalla nanosząc na mapy nowo odkrywane atole.
Wiosną 1816 roku skierował statek na północ, by w czerwcu dotrzeć do brzegów Kamczatki i portu w Pietropawłowsku. Stamtąd popłynął na wschód i dotarł do Alaski, ale ze względu na zbliżającą się jesień spenetrował tylko wybrzeża w celu znalezienia ewentualnych kotwicowisk i pożeglował na południe, by zimę 1816/1817 spędzić na Hawajach skąd w kwietniu zawrócił na północ, by szukać przejścia z Pacyfiku na Atlantyk. W lipcu dotarł do Cieśniny Beringa, ale trudne warunki pogodowe i choroba gardła (prawdopodobnie angina) kazały mu się wycofać. W drodze na południe zatrzymał się tylko na jeden dzień w wiosce krajowców na Czukotce. Żeglując po południowym Pacyfiku naniósł na mapy wiele nieodkrytych dotąd wysp w archipelagach Gilberta, Marshalla i Marianów. Po opłynięciu Przylądka Dobrej Nadziei Kotzebue wrócił w sierpniu 1818 roku do Petersburga.

## Wyprawa ostatnia
W pięć lat później, na polecenie cesarza Aleksandra I, Kotzebue wyruszył ponownie na Pacyfik. Tym razem wyprawa miała cele polityczne: obserwację poczynań Brytyjczyków, Francuzów i Hiszpanów w strefie zainteresowań Rosyjsko-Amerykańskiej Kompanii, spółki futrzarskiej posiadającej faktorie na Alasce i przyległych wyspach. Po wykonaniu tych zadań slup „Priedprijatie” skierował się ponownie na południe, dokonując kolejnych odkryć w archipelagach wysp Tuamotu, Towarzystwa i Markizów. Zawinął do Petersburga 10 lipca 1826 kończąc tym samym swoją trzecią podróż dookoła świata. Relację z wyprawy w latach 1815–1818 pod tytułem Wyprawa odkrywcza na Morza Południowe i do Cieśniny Beringa wydał w roku 1821, zaś w 1830 opublikował (po niemiecku, w Weimarze) pracę zatytułowaną Nowa wyprawa dookoła świata w latach 1823–1826. W roku 1829 przeszedł na emeryturę i osiadł wraz z rodziną w Estonii.

## Podsumowanie
W czasie obu samodzielnych podróży skartował ponad 360 wysp i atoli Pacyfiku, a wśród nich składający się z 36 miniwysepek atol, który nazwał Atolem Eschscholtza – dla uczczenia naturalisty Johanna Friedricha von Eschscholtza, towarzyszącego mu w pierwszej samodzielnej ekspedycji. Obecnie atol nosi nazwę Bikini i znany jest z przeprowadzonych tam w latach 40. i 50. XX wieku amerykańskich prób z bronią atomową.

## Upamiętnienie nazwiska
Na cześć podróżnika została nazwana zatoka leżąca u wybrzeży Alaski, na południowy wschód od Cieśniny Beringa, a następnie położone nad nią miasto Kotzebue. Imię Ottona von Kotzebuego nadano jednej z ulic w rodzinnym mieście podróżnika – Tallinnie. Nazwisko podróżnika upamiętniono również nazywając nim jedną z dwóch głównych linii hodowlanych psów alaskan malamute.